# Марија Фернанда Јепез
Марија Фернанда Јепез (шп. María Fernanda Yépez) је колумбијска глумица.

## Филмографија:
| Година:   | Српски назив: | Оригинални назив: | Улога:           | Жанр:      |
| --------- | ------------- | ----------------- | ---------------- | ---------- |
| 2012.     | /             |                   | Роберта          | ТВ серија  |
| 2012.     | /             |                   | Флоренсија       | ТВ серија  |
| 2011.     | /             |                   | Рената           | ТВ серија  |
| 2009-2010 | /             |                   | Росарио Тихерас  | ТВ серија  |
| 2008-2009 | Спонзоруше    |                   | Џесика           | теленовела |
| 2007-2008 | /             |                   | Наталија / Венус | теленовела |
| 2006.     | /             |                   | Валентина        | теленовела |